# Литфронт
«Литфро́нт» («Литературный фронт») — литературная группировка советских писателей, критиков и ученых-филологов, организована в 1930 году и выступила с критикой творческих установок и методов администрирования, практиковавшихся РАПП. «Литфронт» объединил, с одной стороны, так называемое левое меньшинство, ранее входившее в руководящее ядро РАПП и отстраненное за «перегибы» (А. Безыменский, Г. Горбачев, С. Родов), с другой — представителей академической науки, критиков и журналистов, не согласных с некоторыми творческими принципами, жестко насаждавшимися журналом «На литературном посту» и руководством РАПП (И. Беспалов, М. Гельфанд, А. Зонин, В. Кин, Т. Костров, Б. Ольховый).
Формально группа существовала под этим названием с августа по ноябрь 1930 года.